# 単粒子解析法

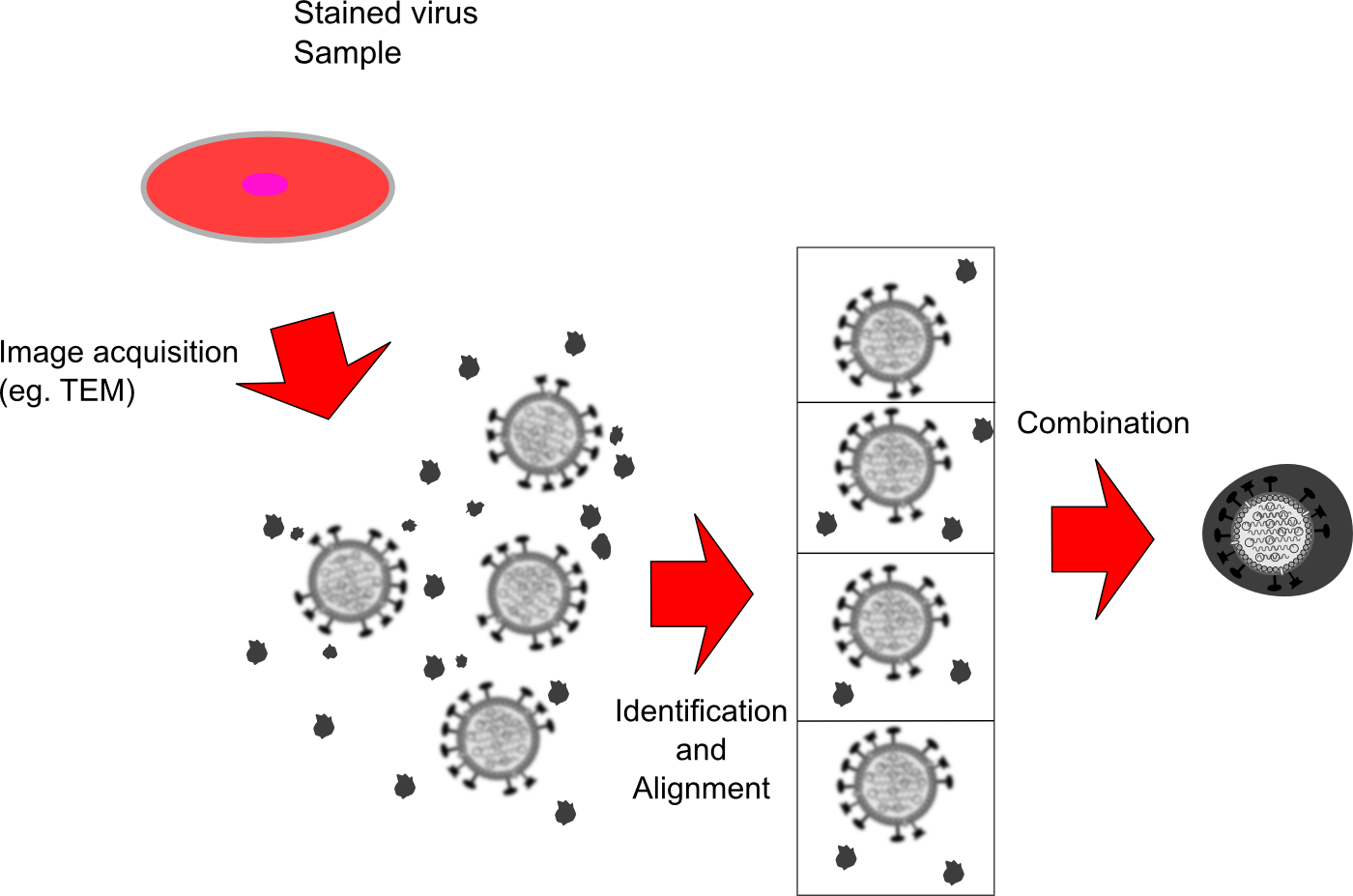
単粒子解析の概念図。多数の撮影画像の加算平均をとることでノイズを低減し、観察対象の分解能を向上させる。

単粒子解析法（たんりゅうしかいせきほう、single particle analysis, SPA）とは、3次元電子顕微鏡法の一つである。透過型電子顕微鏡 (TEM) 下で多数の均一な粒子を観察、撮影し、画像処理によって粒子の詳細な構造を得る手法。単一の撮影像よりも分解能を向上させることができるほか、様々な方向を向いた粒子を撮影することで、3次元立体構造を把握することも可能となる。低温電子顕微鏡法の利用とともに主にタンパク質などの生体高分子やウイルスなどの解析に用いられ、近年各種解析手法や検出器の向上により分解能が原子分解能を達成した。（2016年8月現在における単粒子解析法による最高分解能は1.8Å）

## 画像の整列と分類
生物試料、特に氷包埋された試料などは、無機金属や半導体などと比べると、電子線ダメージに非常に弱くすぐに変形してしまう。電子線をなるべく試料に当てない低照射条件で撮影すると、よほど高価な検出器を買わない限り、低倍率でしか十分な明るさが得られず、目的とする物質の信号強度（像コントラスト）がアモルファス氷などのノイズに対して小さい（S/N比が小さい）。目的とする物質のS/N比を上げるため、いくつか似たような画像を集めて整列させ、その平均をとると、アモルファスノイズ部分はランダムなので均一となり、目的物質のコントラストのみが強調される。画像の整列（位置補正と面内の回転補正）は、通常それぞれの画像の相互相関を計算して位置決めされるが、バンドパスフィルタなど各種のフィルターを用いることで精度を上げることができる。しかしながら、ランダムに分散した試料の向きはバラバラで、色々な方向を向いていたり、さらには同じ粒子でも立体配座が異なるものが存在することがあるため、似たような画像をグループ分けして分類する必要がある。このような整列と分類の画像解析アルゴリズムは、多変量解析、k平均法などのデータ・クラスタリングが用いられる。

## イメージフィルタリング
逆空間および実空間における各種イメージフィルタリングが利用されている。逆空間におけるフィルタでよく使われるものとして、バンドパスフィルタ（特定の高周波および低周波の領域をカットしたフィルタ）、ローパスフィルタ（高周波数領域すなわち短周期成分をカットしたフィルタ）、ハイパスフィルタ（低周波数領域すなわち長周期成分をカットしたフィルタ）などがある。一方、実空間のフィルタには、窓関数―ハン窓 (Hanning window) フィルタ、Sobelフィルタ（空間1次微分を計算し、輪郭を検出するフィルタ）などがある。

## コントラスト伝達関数 (CTF) 補正
透過型電子顕微鏡の明視野TEM像は、観察する物質の原子ポテンシャル像と、測定条件や機器に由来するボケ、変調、アーティファクト（PSF; Point Spread Function、点拡がり関数）が畳み込まれた（コンボリュートされた）像として解釈できる。単粒子解析で求めたい真の像は、いくつかの異なる角度で投影された、この正確な原子ポテンシャル像である。実験的に得られるTEM像は、ポテンシャル像を高速フーリエ変換して逆空間でコントラスト伝達関数 (CTF; Contrast Transfer Function) を乗じ、逆フーリエ変換してシミュレーションできる。TEM像に対し、測定条件を考慮したコントラスト伝達関数 (CTF) を求め、数学的にCTFを差し引く作業がCTF補正である。

## ソフトウェア
単粒子解析法を行うためには、取得した2次元（平面）の画像を3次元（立体）の構造へと再構築する必要がある。そこで、この一連の作業にコンピュータを用いる。単粒子解析を行うためのソフトウェアとして、以下の様なソフトウェアがある。また、ソフトウェアの一覧については、EMDataBankのEM Softwareリストが詳しい。
- Relion2（MRC）
- EMAN2（ベイラー医科大学）
- Eos（九州工業大学）
- FREALIGN（ハワード・ヒューズ医学研究所・ジャネリア・ファーム研究キャンパス）
- IMAGIC（Image Science Software GmbH）
- RELION（MRC分子生物学研究所）
- SPIDER（ワズワース・センター）